# ウィル・アイズナー

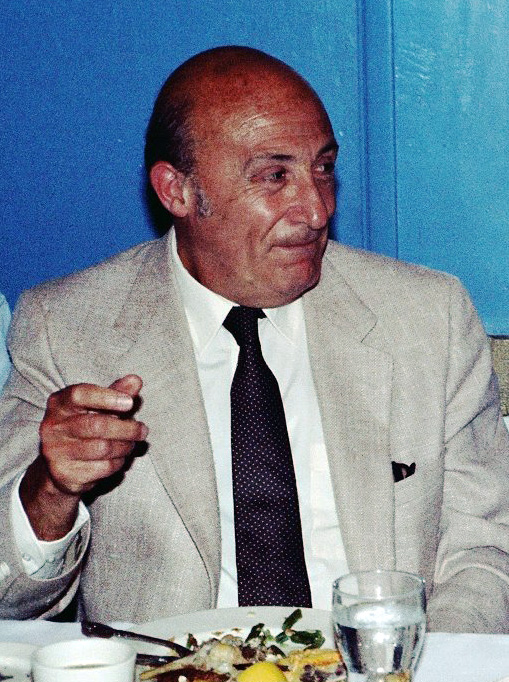
1982年

ウィル・アイズナー（Will Eisner、1917年3月6日 - 2005年1月3日）は、ニューヨーク市ブルックリン生まれのアメリカ合衆国の漫画家、企業家であり、アメリカン・コミックの分野における最も重要な貢献者の一人であると考えられている。彼の設立したカートゥーニングスタジオや、後続に大きな影響を与えたシリーズ『ザ・スピリット』、コミックの教育分野への使用、短編集『ア・コントラクト・ウィズ・ゴッド』により文学形式としてのグラフィックノベルの確立で果たした主導的役割、著書『Comics and Sequential Art（コミックと連続的芸術）』に代表される研究的作品で、アイズナーは知られている。
1988年、アメリカン・コミックのコミュニティはアイズナーへの敬意を表して、その年毎にコミックメディアで功績のあった作品や作家に与えられるアイズナー賞を創設した。アイズナーは受賞パーティに積極的に参加し、各年ごとに受賞した人間を祝福していた。

## 経歴
1917年、ニューヨーク市ブルックリンで、チェコスロバキアから移住した裕福な東欧系ユダヤ人の家庭の息子として生まれたアイズナーは、デウィット・クリントン高校を卒業した後に、Art Students League of New Yorkに入学し、カナダ人画家ジョージ・ブラント・ブリッジマンの下で一年間学んだ。ここでの勉強をきっかけにして、アイズナーはニューヨーク・アメリカン紙での広告漫画と、Western Sheriffs and Outlaws誌のようなパルプ・マガジンでの挿絵の仕事を獲得した。
1936年に、バットマンの作者として知られる高校時代の友人ボブ・ケインの勧めにより、アイズナーは新雑誌『Wow』に漫画作品を投稿した。編集者ジェリー・アイガーはアイズナーの冒険漫画『Captain Scott Dalton』を採用し、アイズナーは続いて海賊漫画 『The Flame』とスパイ漫画『Harry Karry』を『Wow』に寄稿した。『Wow』が4号で廃刊になった後も、アイガーはアイズナーと共に漫画の売込みを行った。コミックブック・パッケージャーの先駆けとなった二人の協力は成功を収め、アイズナーの作品はフォックス・コミック、フィクション・ハウス、クォリティ・コミック等の各出版社で採用され、1ページあたり1ドル50セントで買い取られた。アイズナーは「私は22歳になる前には大金持ちになっていた」と述べている。
1940年6月2日、アイズナーはサンディ・ニュースペーパーで、『ザ・スピリット』の連載を開始した。この漫画は、毒殺されたと思われたものの墓の中で息を吹き返し、覆面のクライムファイター（＝犯罪者退治専門のヒーロー）として活躍する刑事デニー・コルトの物語である。『ザ・スピリット』はアイズナーの兵役による中断を挟んで1952年まで連載され、最終的に総計500万部に及ぶ20紙で連載された。
第二次世界大戦中の兵役時代に、アイズナーは間抜けな兵隊ジョー・ドープが登場する新兵教育用の漫画『Army Motors』を執筆した。この時のキャラのうち、女のメカニックキャラのコニー・ロッドは、後に『P.S.Magazine』として朝鮮戦争中に再登場。『P.S.Magazine』は、その後、69年間、アメリカ陸軍が発行し続けた。

1948年には『ザ・スピリット』の連載を再開し、政府機関や企業向で用いられる教育用漫画を制作するアメリカン・ヴィジュアル・コーポレーションを設立した。
1969年にはベトナム戦争のためにM16を初めとするアメリカ軍兵器のマニュアルのイラストを執筆している。
1970年代の後半に、アイズナーは『ア・コントラクト・ウィズ・ゴッド』を発表した。この書籍は最初期のグラフィックノベルの一冊であり、ニューヨークのユダヤ系移民コミュニティの描写が含まれていた。後にアイズナーは、十代にして白血病で死んだ彼の娘アリスがこの物語の着想の源であったと明かしている。
アイズナーは彼の経歴の後期において、ニューヨークのSchool of Visual Artsで講義を行い、その内容を『Comics and Sequential Art（コミックと連続的芸術）』と『Graphic Storytelling and Visual Narrative（絵画による作話技法と視覚による物語）』にまとめた。この二冊の書籍は漫画家志望者に広く愛読されている。
晩年のアイズナーの作品のいくつかは、『白鯨』などの長編小説や神話の漫画化であった。2002年に85歳のアイズナーは、西アフリカの獅子王の伝説に基づく『スンジャータ』を執筆した。反ユダヤ主義の偽書『シオン賢者の議定書』を題材にしたアイズナー最後のグラフィックノベル『The Plot』は彼の死の直前に完成し、2005年に出版された。
2004年12月22日に施術された心臓バイパス手術の合併症により、アイズナーは2005年1月3日にフロリダ州ブロワード郡で死亡した。

## 主要作品
- 『ザ・スピリット (The Spirit)』 (1940年～1952年)
- 『A Contract with God, and Other Tenement Stories』 （1978年）
- 『Comics and Sequential Art』 （1985年）

## アイズナー美術館
「ウィル・アイズナー広告デザイン美術館」（William F. Eisner American Museum of Advertising & Design）が彼の偉業を常設展示している。ウィスコンシン州ミルウォーキー市のミルウォーキー・アート＆デザイン美術館の一部門である。